# Бунчук

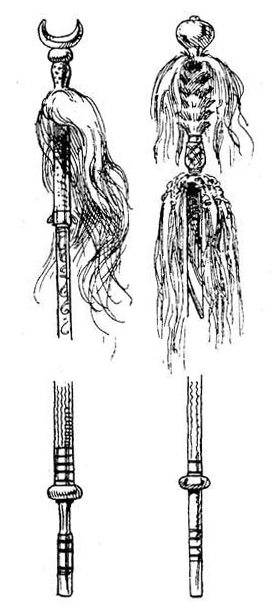
Османские бунчуки. Середина XVI века.

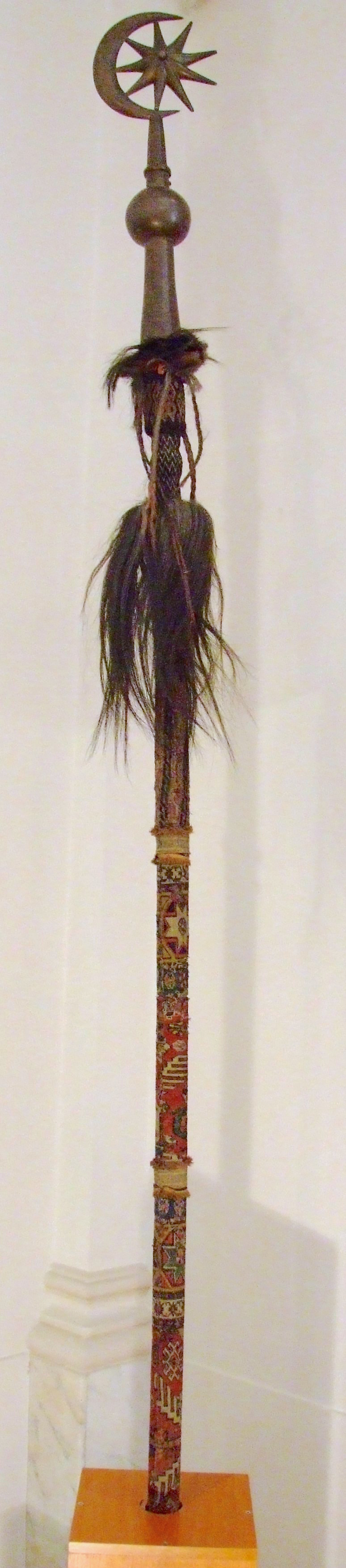
Оттоманский бунчук, как знак власти, 1877 год.

Бунчу́к (крымскотат. buncuk), бунчуг — древко с привязанным хвостом коня либо яка, служившее в XV—XVIII веках знаком власти.
В других источниках указано что Бунчу́к (м.) хвост конский или индийского быка, на украшенном древке, бывший в употреблении в Турции, до введения строевого войска, как знак сана и власти пашей (генералов), и булава, жезл гетманов малороссийских казаков. В Восточной Европе этот символ власти получил распространение после татаро-монгольского нашествия. В Османской империи данное изделие обозначалось словом туг, либо кутас, почему русские и поляки турецкое туг переименовали в бунчук, неизвестно; также неизвестно и то, откуда вообще явилось понятие о бунчуке, как о регалии власти. Бунчук использовался у османов вместо штандарта до создания регулярной армии и флота. Тем же словом называется украшение у лошадей и особый музыкальный инструмент.
Чехол для бунчуга — Набунчу́жник. В казацком войске, в XVI и XVII столетии, была должность (чин) Бунчужный который носил бунчук и сопровождали гетмана, над ними стоял генеральный бунчужный, а его помощниками, в походах, были бунчуковые товарищи, состоявшие при гетмане адъютантами.

## История

### Монгольская империя
Монголы использовали белый бунчук в мирное время, а чёрный во время войны. Первоначальный белый бунчук Монгольской империи не сохранился, но чёрный сохранился как «вместилище души» Чингисхана. Монголы спустя столетия продолжали чтить чёрный бунчук, и Дзанабадзар построил монастырь с особой миссией защиты чёрного знамени. Примерно в конце 1930-х годов чёрный бунчук исчез во время репрессий в МНР.

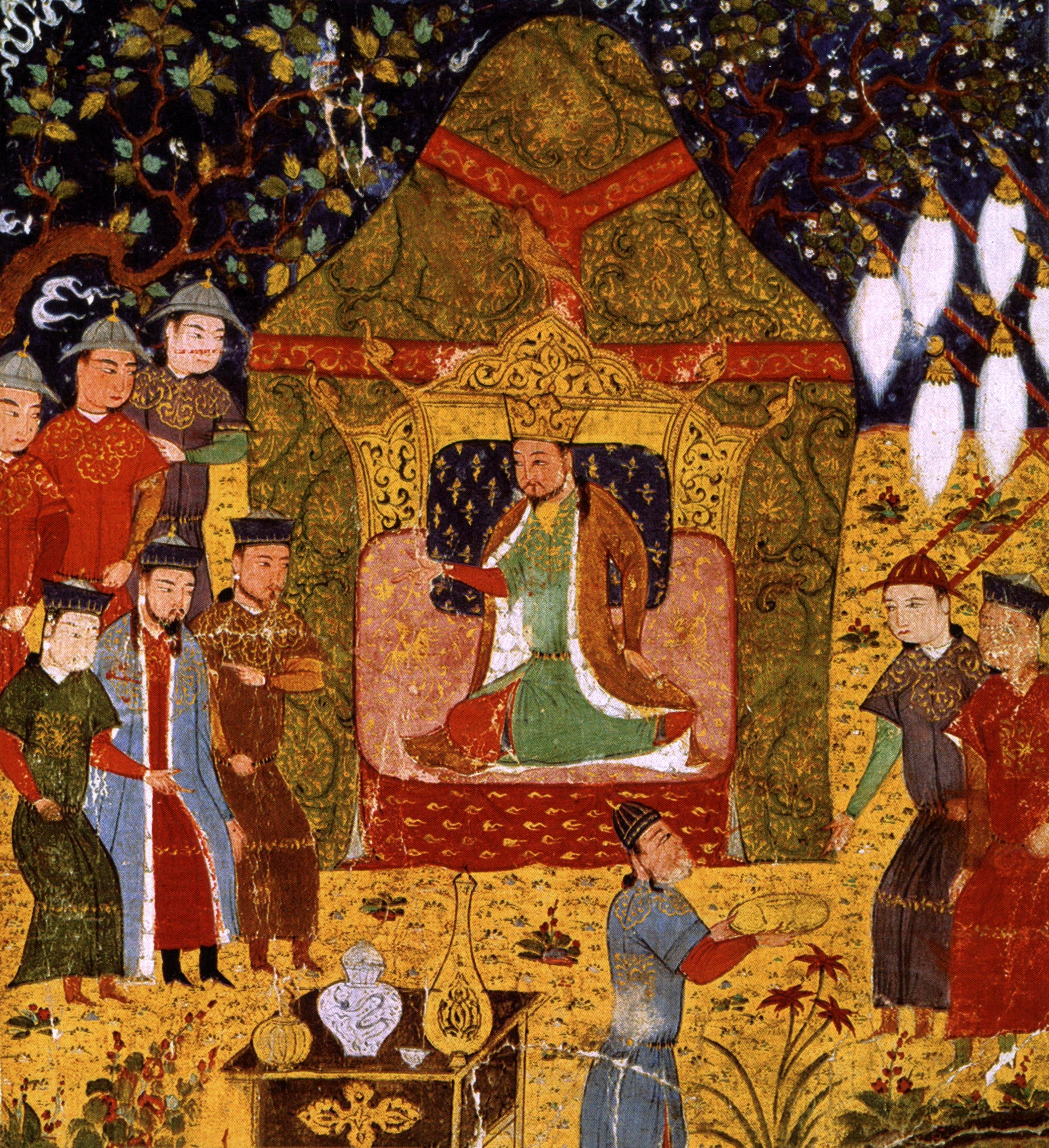
Тэмуджин провозглашается великим ханом на всемонгольском курултае и становится Чингисханом. Белые бунчуки можно увидеть справа. Миниатюра из «Джами ат-таварих», Рашид ад-Дин, XV век
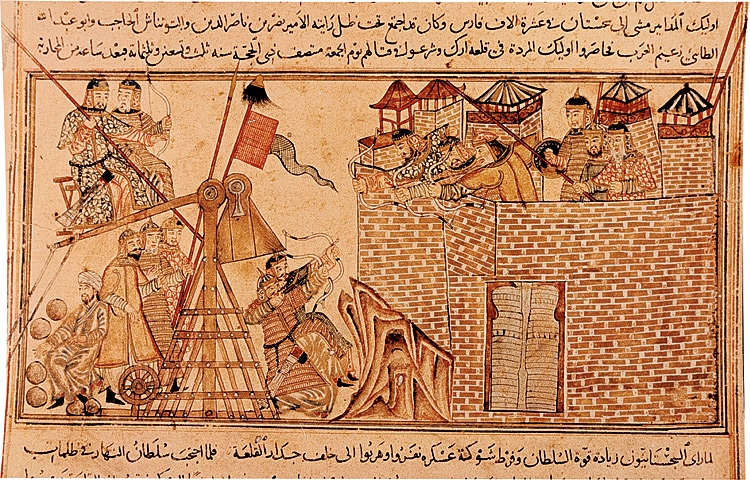
Монголы осаждают город на Ближнем Востоке. Черное знамя можно увидеть за требушетом.  Миниатюра из «Джами ат-таварих», Рашид ад-Дин, XIV век

### Османская империя
Бунчу́к (м.) хвост конский или индийского быка, на украшенном древке, бывший в употреблении в Турции, до введения строевого войска, как знак сана и власти пашей.
Перед османским пашой, который выполнял обязанности визиря, то есть министра султана, носили бунчук, на конце которого были три конских хвоста (таким образом, визирь имел титул трёхбунчужного паши). Однобунчужный паша (бригадир) соответствовал генерал-майору армии Российской империи (чин IV класса «Табели о рангах» 1722 года), двухбунчужный (ферик, дивизионный командир) — генерал-лейтенанту (III класс), трёхбунчужный (мушир) — генерал-аншефу (II класс). В гражданской службе муширу соответствовал визирь, ферику — беглербег. Перед самим султаном несли бунчук с семью хвостами. В Османской империи бунчук использовался вплоть до введения строевых войск и обозначался словом туг, либо кутас. Ношение бунчуков было обязанностью силихдаров (оруженосцев), которые в этом случае именовались тугджи.

#### Описание османского бунчука
Туг, или бунчук, — конский хвост, закрепленный на цилиндрическом, полом внутри и поэтому очень лёгком древке из мягкого дерева. На верхнем конце древка чаще всего помещался набунчу́жный знак — металлический шар, иногда — полумесяц (луна серпом). Ниже крепился простой или заплетённый в косы конский хвост, который окрашивался в синий, красный и чёрный цвета. На месте крепления хвоста древко обтягивалось тканью из конского и верблюжьего волоса. Волос окрашивался в различные цвета и иногда составлял очень красивый узор, а само древко украшалось восточными орнаментами.

### Речь Посполитая
Обычай бунчука перешел из Османской империи в Речь Посполитую. В походах поляков против османов и татар, также носили бунчуки — перед польным гетманом с одним хвостом, перед великим коронным гетманом — с двумя хвостами. Ян III Собеский так привык к бунчуку, что, став королём, всегда отправлялся в поход с бунчуком.

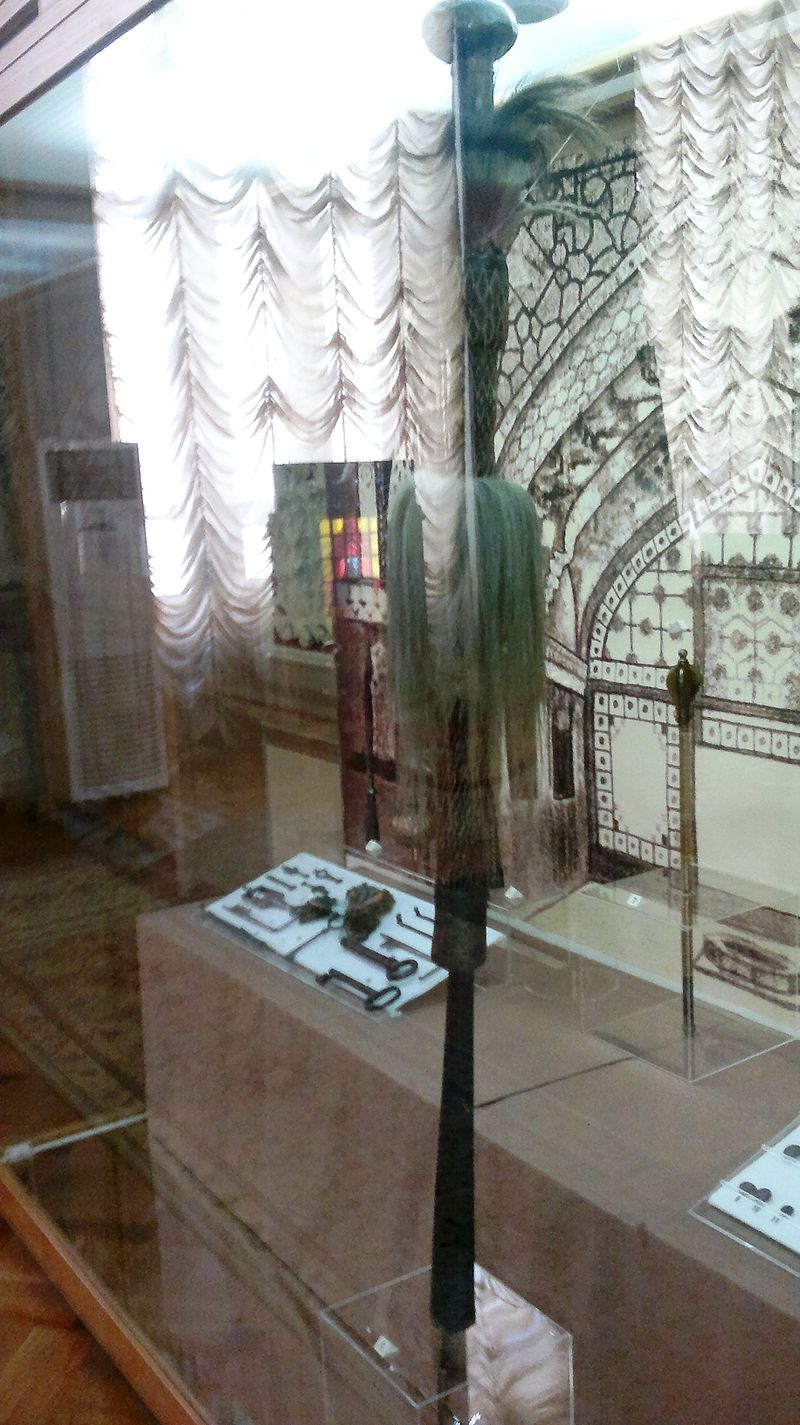
Бунчук Джавад-хана

Князь Трубецкой писал 20 августа 1654 года государю Алексею Михайловичу, находившемуся под Смоленском о боестолкновении под Бортсовым: «гетмана Радивила побили, за 15 верст до литовского города Борисова, на речке на Шкловке, а в языках взяли 12 полковников, и знамя, и бунчук Радивилов взяли, и знамёна и литавры поимали, и всяких литовских людей в языках взяли 270 человек; а сам Радивил утек с небольшими людьми, ранен».

### Казаки
У малороссийских казаков бунчу́к — булава, жезл гетманов. Бунчуки также использовали запорожские черкасы (украинские казаки) и донцы.

Воспоминания запорожца
В Пономарёве мы переночевали и встретили там одного запорожца, рассказавшего нам про следующие черты, присущие этому своеобразному народу, по видимому сохранившему в своих нравах [с. 22] нечто от воинской доблести древних скифов. ...
Каждые полгода они выбирали военачальника, кошевого, который, отправившись в церковь, торжественно принимал знаки своего достоинства, получаемые им от русской государыни и состоявшие из особой шапки, булавы, пернача, трости и бунчука. ...— Жильбер Ромм. Путешествие в Крым в 1786 году. — Ленинград: Издание Ленинградского государственного университета, 1941 г. - 79 с.
Обычай ношения бунчука был и у казаков на Украине, где их носили перед гетманом и запорожскими атаманами. Гетман имел несколько бунчуков, булаву же использовал только одну. Бунчуки носили перед гетманом в его походах. Также бунчуки выставлялись перед походной палаткой гетмана.

...

А во славном да во Черкасском во земляном городке

А стоит у казаков золотой бунчуг,

А на бунчуге стоит чуден золот крест,

...— Кирша Данилов, Древние Российские стихотворения, собранные Киршею Даниловым О атамане Фроле Минеевиче: № 70.

### Азербайджанские ханства
В эпоху азербайджанских ханств, ханы носили при себе бунчук, который у тюркских народов символизировал право на власть. Например, до наших времен сохранился бунчук Джавад-хана, хана Гянджинского ханства.